# Арнольд, Тичина
Тичина Роланда Арнольд (англ. Tichina Rolanda Arnold; род. 28 июня 1969, Нью-Йорк, США) — американская актриса и певица, наиболее известна по сериалу «Все ненавидят Криса».

## Биография
Арнольд родилась в семье среднего класса в Квинсе, Нью-Йорк. Её мать была работником отдела санитарии и её отец был полицейским. Она обучалась в высшей школе музыке, искусству и актёрскому мастерству. Ещё в возрасте четырёх лет её талант был замечен благодаря выступлениям в церкви. Когда ей исполнилось восемь лет, мать и дядя предложили ей прослушивание, и она получила роль в её первой пьесе в театре Бруклина. Она продолжала выступать в театре и на вечерах в клубах. Затем появились эпизодические роли в телевизионных фильмах. У Арнольд есть сестра.

### Личная жизнь
В 1998 году основала собственную фирму дизайна головных уборов «China Moon Rags». Эти головные уборы носят такие знаменитости как её лучшая подруга Тиша Кемпбел, Джанет Джексон, Вивика Фокс, Реджина Кинг, Кристина Агилера. Когда родилась её дочь, она остановила производство. Дочь Арнольд и музыкального продюсера Карвина Хаггинса (Carvin Haggins) Алиша Кай (Alijah Kai) родилась 16 марта 2004 года.

## Карьера
В 1986 году Тичина появилась в эпизодической роли (Кристиал, одна из трех девушек, исполняющих музыкальный номер) в фильме Фрэнка Оза «Лавка ужасов». После этой незначительной роли карьера Арнольд продолжила неуклонно расти, она появлялась в таких фильмах как «Как я попал в колледж» Пола Мазурски, «Сцены в магазине» с Вуди Алленом (1991). В феврале 1987 состоялся первый большой прорыв на телевидении, с постоянной роли в мыльной опере Надежда Райна. Критики высоко оценили её роль и в 1988 году Тичина получила номинацию на Эмми.
Известность Арнольд получила благодаря роли в ситкоме Мартина Лоуренса «Мартин» (1992—1997). С 2005 по 2009 снималась в главной роли в комедии «Все ненавидят Криса».
Хотя не так широко известны её работы в области музыки, Арнольд успешна и как музыкант, она написала и исполнила дуэт, «Movin Up», который достиг второго места на в Billboard Club Play. Арнольд использует псевдоним China Ro, который был получен от последней часть её имени и первых двух букв второго имени.

## Фильмография
| Год          |    | Русское название           | Оригинальное название                   | Роль                |
| ------------ | -- | -------------------------- | --------------------------------------- | ------------------- |
| 1983         | ф  |                            | The Brass Ring                          | Мэри                |
| 1984         | ф  |                            | House of Dies Drear                     | Pesty               |
| 1986         | ф  | Магазинчик ужасов          | Little Shop of Horrors                  | Кристал             |
| 1987—1989    | с  |                            | Ryan’s Hope                             | Zena Brown          |
| 1988         | ф  |                            | Starlight: A Musical Movie              | Эвелин Рут          |
| 1989         | ф  | Как я попал в колледж      | How I Got into College                  | Вера Кук            |
| 1989         | с  | Шоу Косби                  | The Cosby Show                          | Делорес             |
| 1989—1991    | с  | Все мои дети               | All My Children                         | Шарла Валентайн     |
| 1990         | с  | Закон и порядок            | Law & Order                             | Леона               |
| 1991         | ф  | Сцены в магазине           | Scenes From a Mall                      | продавец билетов    |
| 1992—1997    | с  | Мартин                     | Martin                                  | Памела Джеймс       |
| 1997         | ф  | Подделывая фанк            | Fakin' Da Funk                          | Трейси              |
| 1998         | с  | Шоу Джейми Фокса           | The Jamie Foxx Show                     | Карла               |
| 1999         | ф  |                            | A Luv Tale                              | Венди               |
| 1999         | с  | Полицейские на велосипедах | Pacific Blue                            | Дана Браун          |
| 1999         | с  | Шоу Норма                  | The Norm Show                           | мисс Мёрфи          |
| 2000         | ф  | Танец в сентябре           | Dancing in September                    | Robber              |
| 2000         | ф  | Дом большой мамочки        | Big Momma’s House                       | Рита                |
| 2001—2005    | с  | Один на один               | One on One                              | Николь Барнс        |
| 2002         | ф  | Клеймо гражданина          | Civil Brand                             | Айша                |
| 2002         | ф  |                            | Yo Alien                                | Ray Goods           |
| 2002         | с  | Пища для души              | Soul Food                               | Адина               |
| 2004         | с  | Внимание, внимание!        | Listen Up!                              | Киара               |
| 2005         | ф  | Церковный хор              | Preaching to the Choir                  | Desiree             |
| 2005         | ф  | Двойная игра               | Getting Played                          | женщина в ресторане |
| 2005—2009    | с  | Все ненавидят Криса        | Everybody Hates Chris                   | Рошель              |
| 2007         | ф  | Реальные кабаны            | Wild Hogs                               | Карен Дэвис         |
| 2007         | мс | Гетто                      | The Boondocks                           | Николь              |
| 2008         | ф  | Школа выживания            | Drillbit Taylor                         | учитель фотографии  |
| 2008         | ф  |                            | Hope & Redemption: The Lena Baker Story | Лена Бэкер          |
| 2009         | ф  | Без ансамбля               | Dance Flick                             | мама Рэя            |
| 2009         | с  | Шерри                      | Sherri                                  | мама Рассела        |
| 2009         | с  | Братья                     | Brothers                                | Синтия              |
| 2010         | с  | Два короля                 | Pair of Kings                           | Нэнси               |
| 2011         | с  | Воспитывая Хоуп            | Raising Hope                            | Сильвия             |
| 2014         | с  | Зажигай!                   | Hit the Floor                           | Мэри Роман          |
| 2018 — н. в. | с  | Соседство                  | The Neighborhood                        | Тина Батлер         |
| 2019         | ф  | Обратный отсчёт            | Countdown                               | медсестра Эми       |

## Награды и номинации
| Year | Award                 | Category                                          | Nominated work        | Result    |
| ---- | --------------------- | ------------------------------------------------- | --------------------- | --------- |
| 1988 | Daytime Emmy Award    | Outstanding Ingenue in a Drama Series             | Ryan's Hope           | Номинация |
| 1989 | Дайджест мыльных опер | Outstanding Female Newcomer: Daytime              | Ryan's Hope           | Номинация |
| 1996 | Image Awards          | Outstanding Supporting Actress in a Comedy Series | Martin                | Победа    |
| 2006 | BET Awards            | Best Actress                                      | Herself               | Номинация |
| 2006 | Teen Choice Awards    | TV — Choice Parental Unit                         | Everybody Hates Chris | Победа    |
| 2006 | Teen Choice Awards    | TV — Choice Actress: Comedy                       | Everybody Hates Chris | Номинация |
| 2006 | Image Awards          | Outstanding Actress in a Comedy Series            | Everybody Hates Chris | Победа    |
| 2007 | Image Awards          | Outstanding Actress in a Comedy Series            | Everybody Hates Chris | Номинация |
| 2008 | Image Awards          | Outstanding Actress in a Comedy Series            | Everybody Hates Chris | Номинация |
| 2009 | Image Awards          | Outstanding Actress in a Comedy Series            | Everybody Hates Chris | Номинация |
| 2010 | Image Awards          | Outstanding Actress in a Comedy Series            | Everybody Hates Chris | Номинация |